# Симон Хасмоней
Симон Хасмоней Тассис (ивр. שִׁמְעוֹן הַתַּסִּי‎, Шим’о́н бен Матит’я́ху ха-Тасси́, умер 134 г. до н. э.) — сын Маттафии. Первосвященник и этнарх евреев с 153 года до н. э., из династии Хасмонеев.
Симон был вторым сыном Маттафии Хасмонея, и участвовал в восстании Хасмонеев (Маккавеев), сначала под предводительством своего отца, потом под предводительством младшего брата, Иуды Маккавея. После побед над Государством Селевкидов и завоевания Иерусалима, Хасмонеи приняли решение отвоевать всю территорию Иудеи и Израиля. Симон отправился в Галилея, где евреи воевали с эллинистическим городам Акко, Тир и Сидон. Во время этнической борьбы Симону удалось победить войска жителей Галилеи, многие из которых бежали в Акко. В то же время Симон переправил евреев из мест, где они представляли меньшинство и подвергались опасности, в Иудею.
После своего поражения и смерти Иуды Маккавея в 160 г. до н. э. в Алаше, Симон и его брат Ионатан бежали за Иордан, и оттуда продолжали возглавлять восстание.
Ионатан смог использовать внутренние конфликты царства Селевкидов, и добиться для себя у Александром Валаса пост первосвященника. Это был период консолидации и стабильности независимого еврейского правительства в Иудее под опекой Селевкидов, но после того, как Валас был убит, и его заменил Деметрий II, вновь наступил период нестабильности. На царствование Димитрия претендовал Антиох IV Епифан, младший сын Валаса, который был ещё ребёнком, при этом он имел поддержку главнокомандующего армией Трифона. Ионатан поддержал Трифона, но тот заманил его в Акко, и поместил в заключение.
Лишение свободы харизматичного и популярного лидера, который привел народ к независимости после смерти Иуды Маккавея, было моментом упадка, и многие стали опасаться потери независимости, но Симон немедленно взял на себя руководство.
Сначала он воевал с Трифоном и его армией и изгнал его из Иудеи. В этой войне Трифон сначала пытался использовать Ионатана для торга, но позже, во время своего отступления, убил его. Симон заключил договор с врагом Трифона, Деметрием II. Этот союз был частью политики Ионатана использовать конфликты между враждующими фракциями в царстве Селевкидов для достижения политических целей. Благодаря этому союзу Иудейское царство было объявлено свободным и независимым, и не платило дань Селевкидам. Год 142-й до н. э., когда Иудея получила свою независимость, принят за появление независимого Хасмонейского Царства, первого независимого еврейского государства со времён Седекии, последнего царя Иудеи из дома Давида.
Симон использовал своё преимущественное положение, и добился военного успеха в ходе многочисленных военных компаний. Среди его достижений: захват Гезера, Яффы, победа над греческим гарнизоном в форте Хакра в Иерусалиме который причинял постоянные неприятности в Иуде и Ионатану. Форт был занят в 141 году до н. э. Этот день был объявлен праздником в царстве Хасмонеев. Эта кампания считается одним из великих военных достижений Симона, и она была увековечена в Книге Маккавеев и Мегилат Таанит. Также были выгравированы медные пластины с подробным описанием приключений Симона, в том числе оккупации Акры, и перенесены на гору Сион.
Среди важных дел Симона было возобновление союза с Римом; этот союз на момент совершения был напрашивающимся союзом превосходящей по силе стороной, который мог помочь защитить новое царство от внешних врагов; однако на деле привёл к будущему захвату и разрушению римлянами Иудеи.
Антиох VII Сидет преемник Деметрия II, первоначально благоволил к Симону, так как он нуждается в нём в его войне против Трифона. Он подтвердил независимый статус, и позволил ему чеканить монету. Однако после победы над Трифоном он стал выдвигать различные требования, такие как возвращение Форта Акры. Симон ответил категорическим отказом
Тогда Сидет направил свою армию против Симона. Симон снарядил большое войско под командованием своих сыновей Иоанна и Иуды, и они победили армии Сидета. Это событие принесло спокойствие и мир до самой смерти Симона.
Антиох продолжал заговоры против Симона, вошёл в доверие к зятю Симона, Птолемею бен Хавуву, правителю Иерихона. Птолемей пригласил Симона в Форт Дук на праздничный ужин, и во время еды внезапно напал на Симона и двух его сыновей, Иуду (Иегуду) и Маттафия (Матитьягу), и убил их в месяце шват в 134 году до н. э. Судьба Симона была такой же, как судьба его брата — ни один из сыновей Маттафия первосвященника не умер естественной смертью, и все они погибли от меча, будь то на поле боя или от интриг Селевкидов.
Сын Симона, Иоанн Гиркан, который не принимал участия в пиршестве и остался в Гезере, продолжил дело отца и стал царем Иудеи.